# 1850 en Grèce
Chronologie de la Grèce
- 1846
- 1847
- 1848
- 1849
- 1850
- 1851
- 1852
- 1853
- 1854

Cette page concerne les évènements survenus en 1850 en Grèce :

## Événement
- Incident Don Pacifico, entre le gouvernement du roi Othon Ier et le Royaume-Uni.
- 20 octobre : Élections législatives

## Création
- Epirotiki Lines (compagnie maritime)

## Naissance
- Ioánnis Georgandás (el), personnalité politique.
- Grégoire VII de Constantinople, patriarche de Constantinople.
- Lafcadio Hearn, écrivain britannique puis japonais.
- Panayiótis Kavvadías, archéologue.
- Aléxandros Moraïtidis (el), écrivain.

## Décès
- Joseph Abbati, philhellène français.
- Lykoúrgos Logothétis, personnalité politique.